# Ремез Юлій Вульфович
Ю́лій Ву́льфович Ре́мез (біл. Рэмез Юлій Вульфавіч; нар. 28 листопада 1919, Орша, Вітебська область, Білоруська РСР, СРСР — пом. 11 вересня 1992, Ізраїль) — вчений в галузі теорії корабля, відомий спеціаліст у галузі розробки гідродинамічної теорії хитавиці суден, доктор технічних наук. Почесний громадянин міста Миколаїв.

## Біографія
Народився 28 листопада 1919 року в білоруському місті Орша.
Після успішного закінчення середньої школи у 1937 році вступив до Ленінградського кораблебудівного інституту (зараз — Санкт-Петербурзький державний морський технічний університет), звідки довелося піти у 1939 році за призовом до лав радянської армії. Брав участь у радянсько-фінській війні, де отримав поранення.
З початком Другої світової війни знову був відправлений на фронт. Воював у складі 212-го окремого батальону зв'язку Північно-Західного фронту, який відіграв важливу роль в обороні Ленінграда. У 1942 році, після поранення та контузії, демобілізований для завершення навчання в інституті.
Направився до Киргизської ССР в місто Пржевальск, де розташовувався евакуйований з Миколаєва кораблебудівний інститут (зараз — Національний університет кораблебудування). Почав працювати в університеті, а з 1944 року за сумісництвом виконувати обов'язки старшого викладача кафедри військово-морської підготовки. Після звільнення Миколаєва кораблебудівний інститут у серпні—жовтні 1944 року був реевакуйований і відновив свою діяльність у рідному місті.
У 1946 році закінчив навчання в університеті. Через шість років, у 1952 році, став кандидатом технічних наук, а у 1967 році успішно захистив докторську дисертацію на тему «Повздовжня качка суден». З 1964 року протягом тривалого часу очолював кафедру теорії корабля. Будучи учнем і послідовником всесвітньо відомого вченого, автора гідродинамічної теорії качки корабля М. Д. Хаскінда, Ремез продовжив його дослідження з гідродинамічної теорії качки в випадку малої глибини. Науковий пошук був націлений на вирішення проблеми гідродинаміки судна, що мають важливе значення в теорії мореплавності та в практиці судноводіння. Коло його наукових інтересів охоплювало різні сторони повздовжньої та поперечної качки суден, ходовість і поведінку суден у штормових умовах.
У 1971 році в Миколаївському суднобудівному університеті здійснювалася активна робота з відкриття інститутської спеціалізованої вченої ради захисту кандидатських дисертацій, до складу першої ради якої увійшли п'ять докторів наук та професорів, серед яких і Ю. В. Ремез.
У 1990 році Ремез емігрував до Ізраїлю. Інформація про нього міститься в опублікованій в Ієрусалімі книзі «Проти нацистського ворога — імена, імена, імена», де наведено списки євреїв — учасників Другої світової війни. За даними цієї книги, Ремез помер 11 вересня 1992 року.

## Науковий доробок
Запропонував універсальну діаграму штормовання — один з найбільш простих та ефективних засобів забезпечення безпеки плавання суден у штормових умовах.
За роки своєї праці у Миколаївському суднобудівному інституті, Ремез опублікував близько 90 наукових робіт у радянських та закордонних виданнях, у тому числі дві книги — «Безопасные решения штормового плавання судов» (1982) та «Качка корабля» (1983).

## Нагороди і почесні звання

### Нагороди
- Медаль «За бойові заслуги» (6 листопада 1945);
- Медаль «За оборону Ленінграда» (19 серпня 1944);
- Орден Вітчизняної війни I ступеня (6 квітня 1985);
- Премія імені академіка О. М. Крилова (1967, 1982).

### Почесні звання
- Звання «Почесний співробітник Болгарського інституту гідродинаміки судна»;
- Звання «Почесний громадянин міста Миколаєва».